# Comfandi
La Caja de Compensación Familiar del Valle del Cauca (Comfandi), originalmente Caja de Compensación Familiar del Valle del Cauca Comfamiliar Andi es una empresa social de carácter privado sin ánimo de lucro, vigilada y controlada por la Superintendencia de Subsidio Familiar según la ley 21 de 1982. Es prestadora de servicios de salud, educación, subsidio, vivienda y recreación.

## Historia
Comfandi inició sus labores en octubre de 1957; con 277 empresas afiliadas con el objetivo de promover la solidaridad social entre empleadores y trabajadores mediante el otorgamiento de subsidios en dinero o en especie y la prestación de servicios a los trabajadores afiliados y sus familias. En un par de años, fue cerrando su supermercados de la caja familiar en algunas ciudades y pueblos vallecaucanos.